# Insatiable (film)
Insatiable è un film pornografico statunitense del 1980 con protagonista Marilyn Chambers, diretto da Stu Segall (con lo pseudonimo "Godfrey Daniels").
La pellicola ebbe un sequel nel 1984, Insatiable II, sempre diretto dallo stesso regista. La serie ebbe grande successo, e il primo film rimase al primo posto nella classifica delle vendite di video per adulti negli Stati Uniti dal 1980 al 1982.
La trama del film è molto basilare, consiste quasi esclusivamente di scene di sesso collegate da sequenze "riempitivi" girate per aggiungere metraggio alla durata della pellicola e dare una parvenza di storia. Se in una scena la Chambers osserva soltanto una sua amica mentre ha un rapporto sessuale, in tutte le altre scene partecipa attivamente alle scene hard.
All'epoca la pellicola destò un certo scalpore, poiché sancì il pieno ritorno della Chambers alla pornografia dopo l'intermezzo mainstream del film Rabid - Sete di sangue di David Cronenberg del 1977.

## Trama
La ricca ed affascinante modella Sandra Chase, è affetta da ninfomania, infatti il suo appetito sessuale è "insaziabile" (come da titolo del film). Il film inizia e finisce con la ragazza che si masturba. Sandra ha una vecchia zia che vediamo apparire in una serie di flashback. Nella prima scena, Sandra e la sua amica Renee praticano il cunnilingus tra di loro. Nella scena successiva, la ragazza pratica una fellatio ad un giovane uomo al quale aveva dato un passaggio sulla sua Ferrari Dino, dopo che questi era rimasto a corto di benzina. Nella terza scena, presentata sotto forma di flashback, Sandra viene violentata su un tavolo da biliardo dal giardiniere di famiglia. L'esperienza traumatica si rivela essere stata la sua prima esperienza sessuale, e potrebbe essere la causa scatenante della ninfomania della donna. Anche se Sandra all'inizio si dimostra riluttante, nel corso della violenza dimostra di non disdegnare affatto le attenzioni del giardiniere, confidando a posteriori ad una amica che "gli era piaciuto essere stata costretta dall'uomo a fare l'amore". Successivamente, Sandra copula prima con due uomini e una donna, e subito dopo in una sorta di scena onirica viene posseduta carnalmente da John Holmes. Appena l'uomo ha goduto dopo un lungo amplesso, Sandra, ancora insoddisfatta, inizia a masturbarsi supplicando: «Ancora, ancora, ancora!»

## Riconoscimenti
Insatiable è stato inserito nella XRCO Hall of Fame. Il film ha inoltre vinto il premio "Best Classic DVD" agli AVN Awards del 2004.